# Джибрил Сисе
Джибрил Сисе (р. 1981; на френски: Djibril Cissé) е френски футболист от котдивоарски произход, нападател. Футболист на Бастия.Играл е за националния отбор на Франция и е известен с престоя си в английския футболен клуб „Ливърпул“. Отличава се с пъргавост и ускорение, както и със забележителните си прически. Роден е на 12 август 1981 г.

## Кариера

### Оксер
Сисе влиза във френския клуб „Оксер“ на 15-годишна възраст и прави своя международен дебют за Франция срещу Белгия през месец май 2002 година. Печели Купата на Франция през май 2003 г. с Оксер и месец след това Купата на конфедерациите с Франция. Сисе е голмайстор на френската „Лига 1“ през сезон 2001-2002 и 2003-2004 със 70 гола в 128 участия. След убедителните си резултати е закупен от английския „Ливърпул“ за 14 милиона паунда.

### Ливърпул
Сисе завършва сезон 2004-2005 с 23 мача и 5 отбелязани гола. През 2004 година чупи крак в мач срещу „Блекбърн“. В края на март 2005 контузията му е в стадий, който позволява неговото завръщане в отбора в края на сезона. Това става на 13 април, когато той влиза в 75-ата минута на мача срещу „Ювентус“ на четвъртфинала в Шампионската лига. Френският нападател вкарва по един гол в последния мач за „Ливърпул“ в английския шампионат срещу „Астън Вила“ и при дузпите, с които „Ливърпул“ печели финала на Шампионската лига през 2005 година срещу „Милан“. През 2006 година отново получава фрактура на крака в мач срещу Китай и пропуска световното първенство в Германия през 2006 година. През 2007 участва във филма Такси 4

## Личен живот
През юни 2005 година се жени за Джуд Литлър, която е фризьорка от Уелс. На сватбата присъстват неговите сънародници и колеги Луи Саа, Тиери Анри, Силвен Вилтор и Зинедин Зидан. Сисе се жени облечен в червен смокинг, цветът на „Ливърпул“. Съпругата му ражда момче на име Касиус.